# I Verdi/Alleanza Libera Europea
I Verdi/Alleanza Libera Europea - Verdi/ALE (in inglese: The Greens/European Free Alliance - Greens/EFA; in francese: Les Verts/Alliance Libre Européenne - Verts/ALE) sono un gruppo politico del Parlamento europeo costituitosi nel 1999; aggrega formazioni di orientamento ambientalista, regionalista e progressista, nella specie il Partito Verde Europeo (già Federazione Europea dei Partiti Verdi), l'Alleanza Libera Europea, il Partito Pirata Europeo e Volt Europa.
A seguito delle elezioni europee del 2019 il gruppo parlamentare era costituito da 75 eurodeputati, il numero più alto mai raggiunto nella sua storia, provenienti da 16 Stati membri, ed era il quarto gruppo parlamentare per dimensioni in Eurocamera. Con l'uscita del Regno Unito dall'Unione europea il 31 gennaio 2020 il gruppo parlamentare perse gli undici eurodeputati britannici (Partito Verde di Inghilterra e Galles, Partito Nazionale Scozzese e Plaid Cymru). Con la ridistribuzione di un certo numero di seggi a seguito della Brexit, il 1 febbraio 2020 quattro nuovi eurodeputati eletti rispettivamente in Austria, Finlandia, Francia e Svezia, si unirono ai Verdi/ALE. Il 30 settembre 2020 l'eurodeputata polacca Sylwia Spurek passa dal gruppo S&D ai Verdi/ALE. Il 9 dicembre 2020, quattro eurodeputati italiani eletti con il Movimento 5 Stelle (Rosa D'Amato, Ignazio Corrao, Eleonora Evi e Piernicola Pedicini) entrarono a far parte dei Verdi/ALE come indipendenti. Eleonora Evi ha lasciato, nell'ottobre del 2022, la carica di europarlamentare, in quanto eletta deputata della Repubblica Italiana con Europa Verde. 

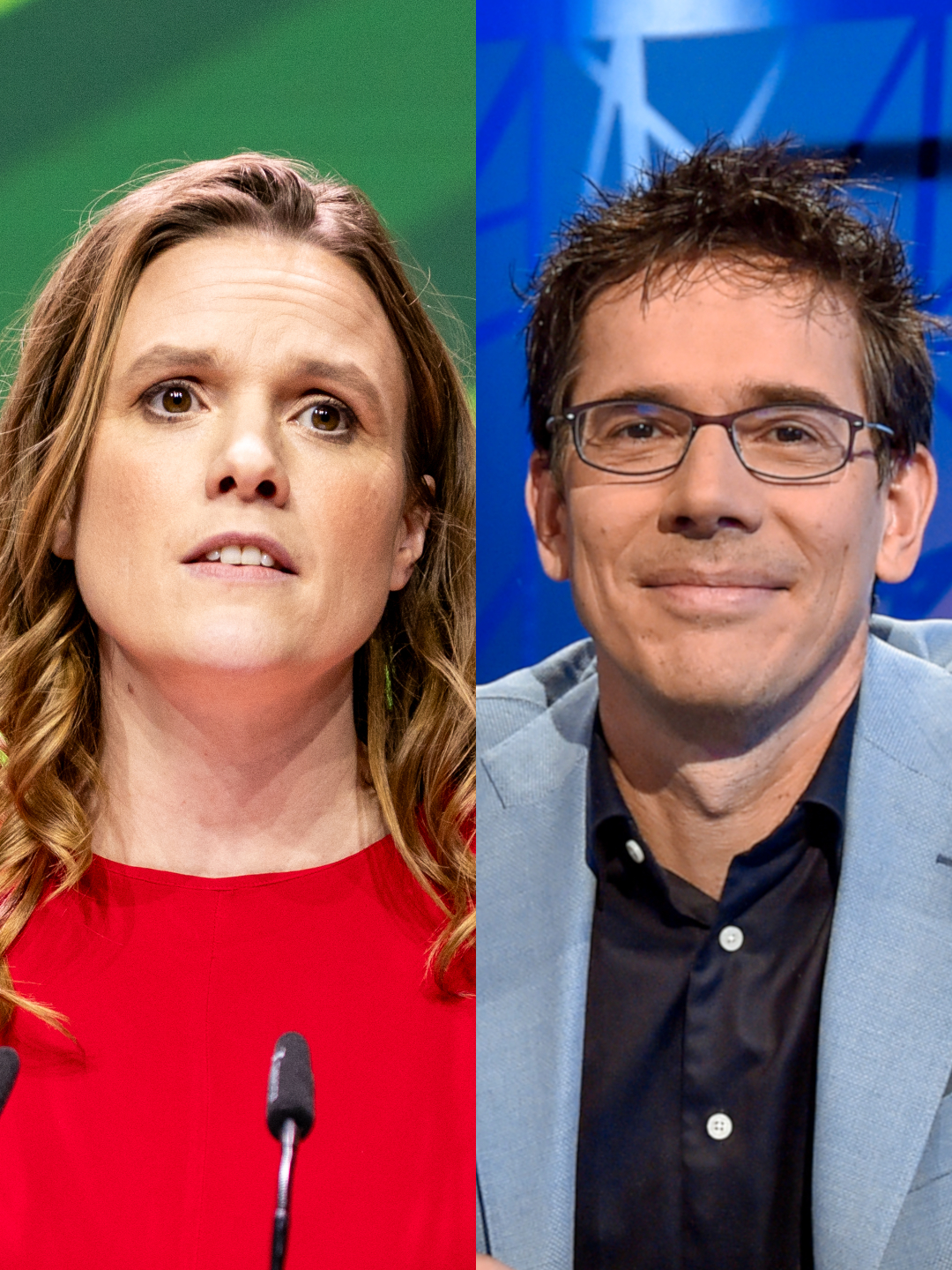
Terry Reintke e Bas Eickhout, Spitzenkandidaten del Partito Verde Europeo alle elezioni europee del 2024 e in seguito co-presidenti del gruppo Verdi/ALE.

## Storia del gruppo

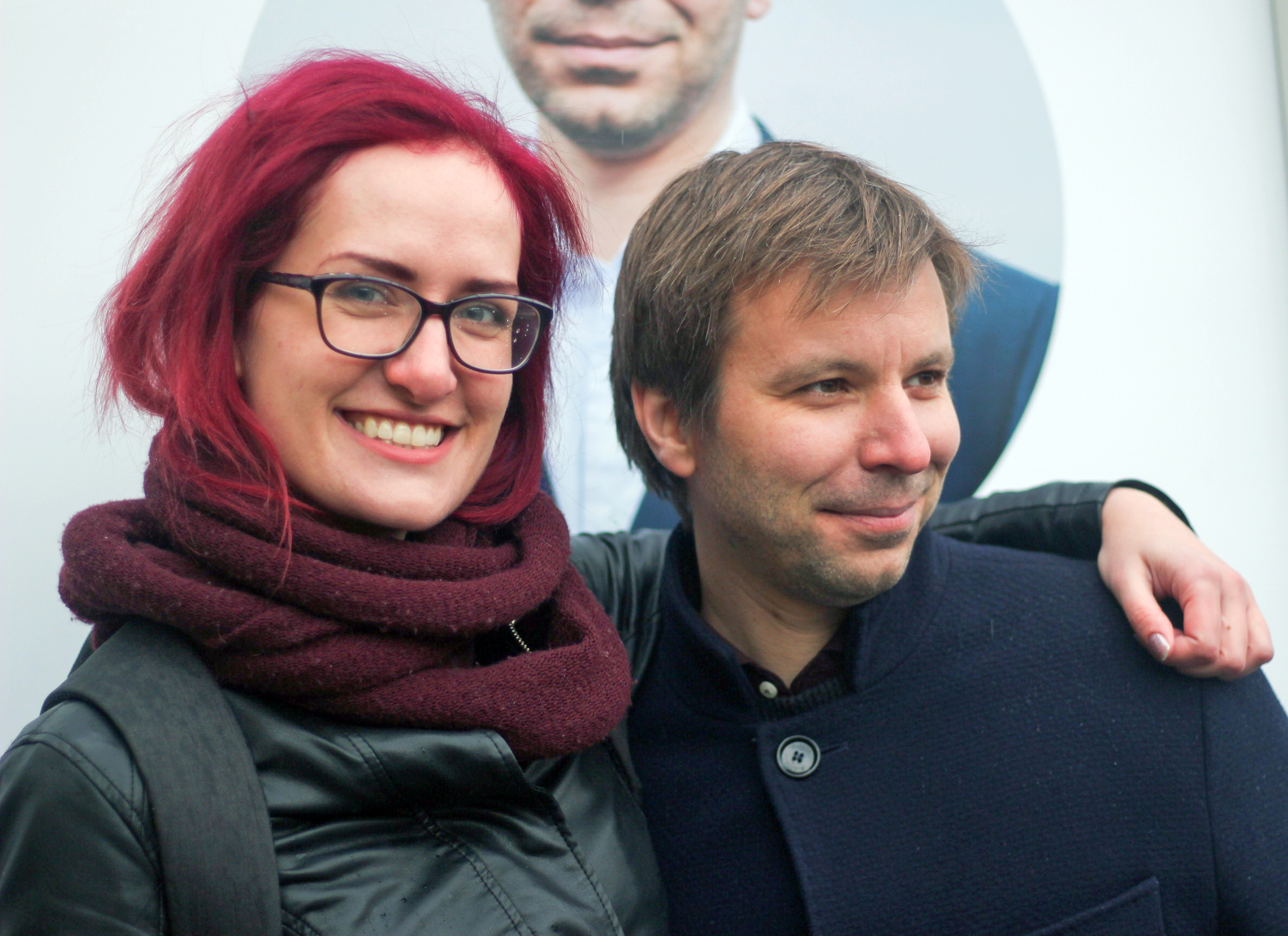
Markéta Gregorová e Marcel Kolaja del Partito Pirata Ceco.

Il gruppo nasce nel 1999 dalla fusione di due gruppi: il Gruppo Verde al Parlamento Europeo, attivo dal 1989, e il Gruppo dell'Alleanza Radicale Europea, attivo dal 1994.

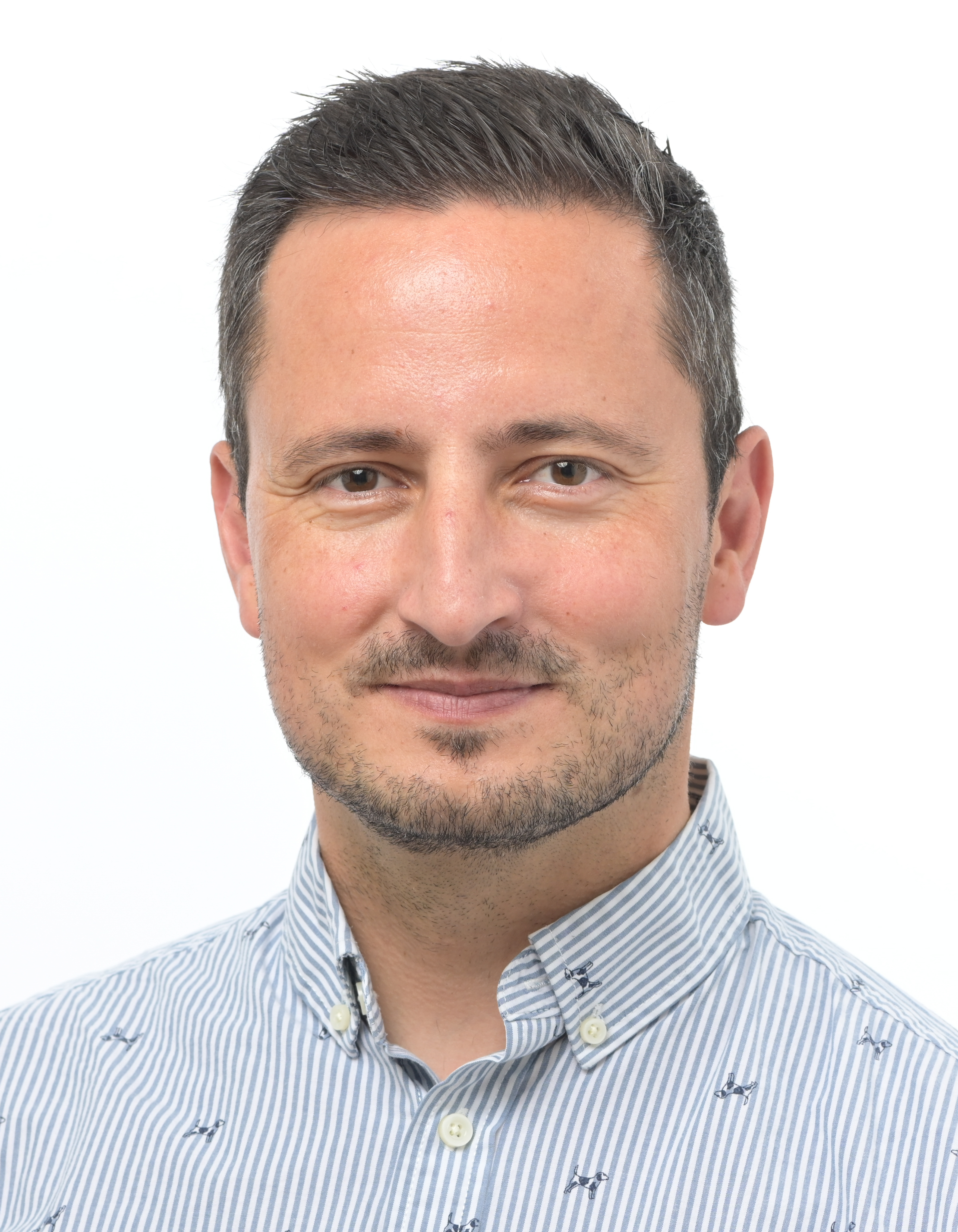
Nicolae Ștefănuță (Vicepresidente del Parlamento europeo)

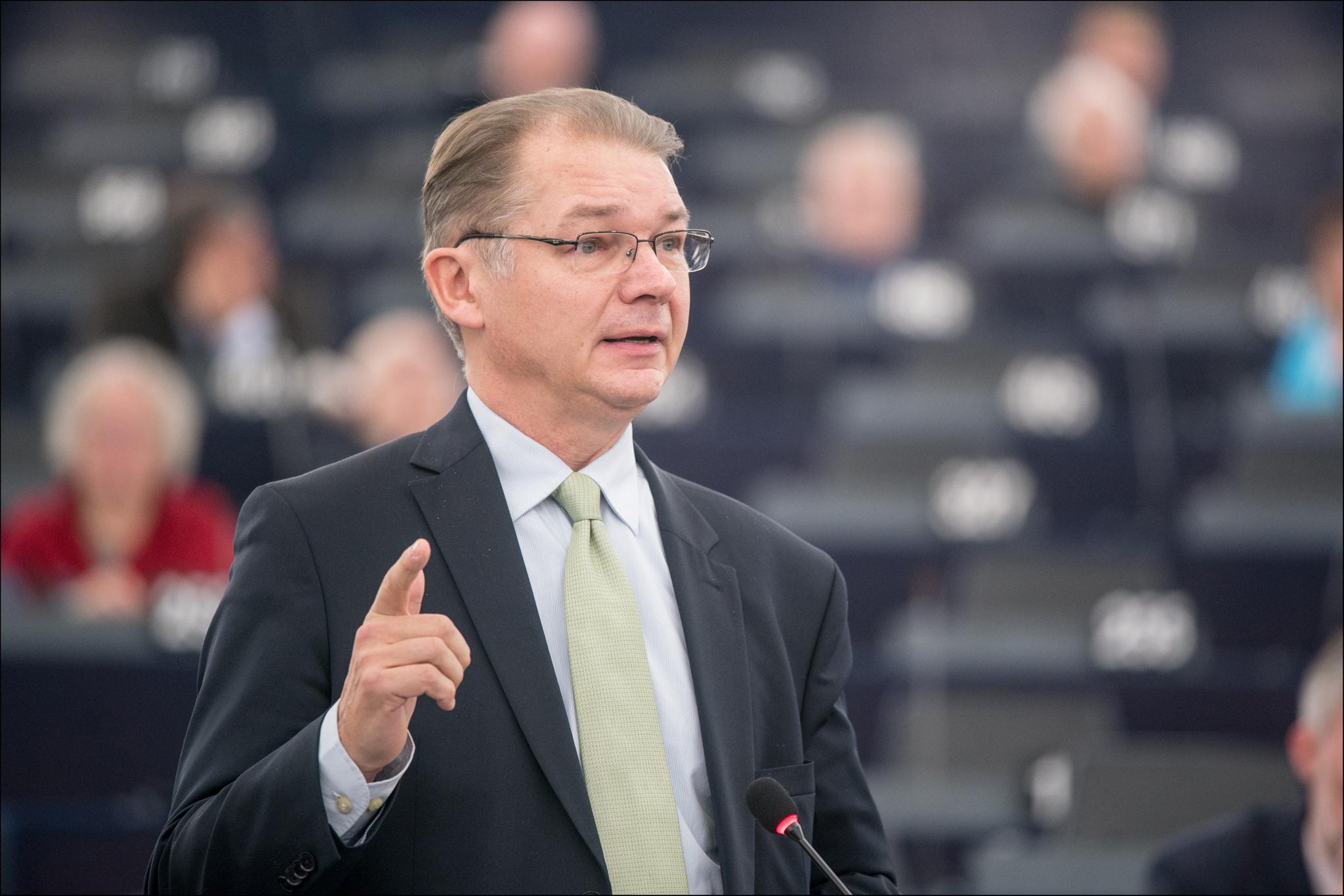
Philippe Lamberts di Ecolo, ex co-presidente del gruppo.

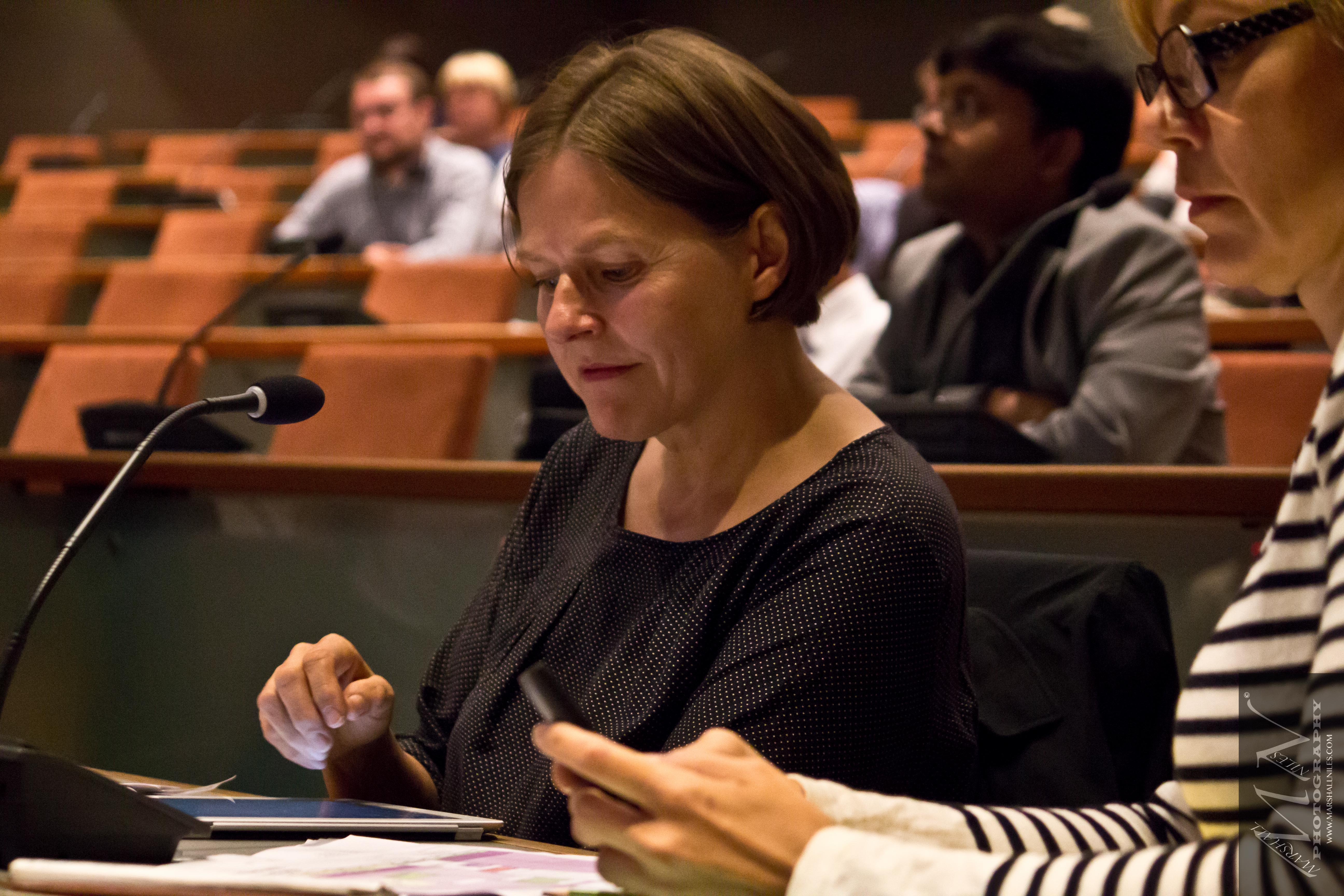
Heidi Hautala della Lega Verde finlandese è uno dei Vicepresidenti del Parlamento europeo.

Il gruppo raccoglie deputati da due distinti partiti politici europei: il Partito Verde Europeo (l'ex Federazione Europea dei Partiti Verdi), di matrice ambientalista ed ecologista, e l'Alleanza Libera Europea, che riunisce i movimenti autonomisti, indipendentisti e regionalisti di centro-sinistra delle nazioni europee senza Stato. L'alleanza ha generalmente limitato i suoi membri a partiti progressisti e accettando alcuni indipendenti solo se di questo orientamento.
Alle Elezioni europee del 1999 risultano il quarto gruppo con 48 deputati. Heidi Hautala e Paul Lannoye ne sono i presidenti.
Alle Elezioni europee del 2004 si confermano quarto gruppo con 42 deputati. Il tedesco Daniel Cohn-Bendit e la verde italiana Monica Frassoni (già eurodeputata per i Verdi belgi) ne sono i presidenti. Nelle elezioni ha molto successo Alleanza 90/I Verdi, una delle maggiori formazioni politiche della Germania; aderisce al gruppo anche il movimento olandese anti-corruzione Europa Trasparente.
Alle Elezioni europee del 2009 sono ancora il quarto gruppo con 55 deputati. Il gruppo vede il consolidarsi di Alleanza 90/I Verdi e il successo dei Verdi francesi con la lista Europe Écologie. Non ottengono rappresentanti i Verdi italiani, dal momento che la lista Sinistra e Libertà, a cui hanno aderito, non ha raggiunto il quorum del 4%. Al gruppo aderisce anche il Partito Pirata, partito svedese che vuole modificare il copyright e il diritto d'autore in generale.
Alle Elezioni europee del 2019 il gruppo candida Ska Keller e Bas Eickhout come Spitzenkandidaten alla Commissione europea. I Verdi/ALE sono ancora una volta il quarto gruppo più vasto in Eurocamera, con 75 seggi su 751. Per la prima volta viene eletto al Parlamento europeo un esponente del partito Volt Europa, il tedesco Damian Boeselager, che con decisione di maggioranza del suo partito si unisce al gruppo Verdi/ALE. Inoltre, un membro del collegio nella Commissione von der Leyen, il lituano Virginijus Sinkevičius, è membro dell'Unione dei Contadini e dei Verdi di Lituania (LVŽS), i cui due eurodeputati eletti siedono nel gruppo Verdi/ALE (sebbene né la LVŽS né Sinkevičius siano tecnicamente membri di alcun partito europeo). I Presidenti del gruppo Verdi/ALE sono la tedesca Ska Keller e il belga Philippe Lamberts. Due esponenti del gruppo sono eletti Vicepresidenti del Parlamento europeo: Heidi Hautala (eletta con 336 voti al primo turno) e Marcel Kolaja (eletto con 426 voti al secondo turno).
A seguito della Brexit, della ridistribuzione di alcuni seggi all'interno dell'Eurocamera e dell'adesione di un'eurodeputata polacca (Sylwia Spurek) e quattro eurodeputati italiani (Rosa D'Amato, Ignazio Corrao, Eleonora Evi, Piernicola Pedicini) come indipendenti, il gruppo parlamentare conta 73 membri a gennaio 2021.

Il 13 gennaio 2021 l'eurodeuptato tedesco Nico Semsrott annunciò di essersi dissociato dal partito Die PARTEI con cui era stato eletto, decidendo di rimanere membro del gruppo Verdi/ALE come indipendente.

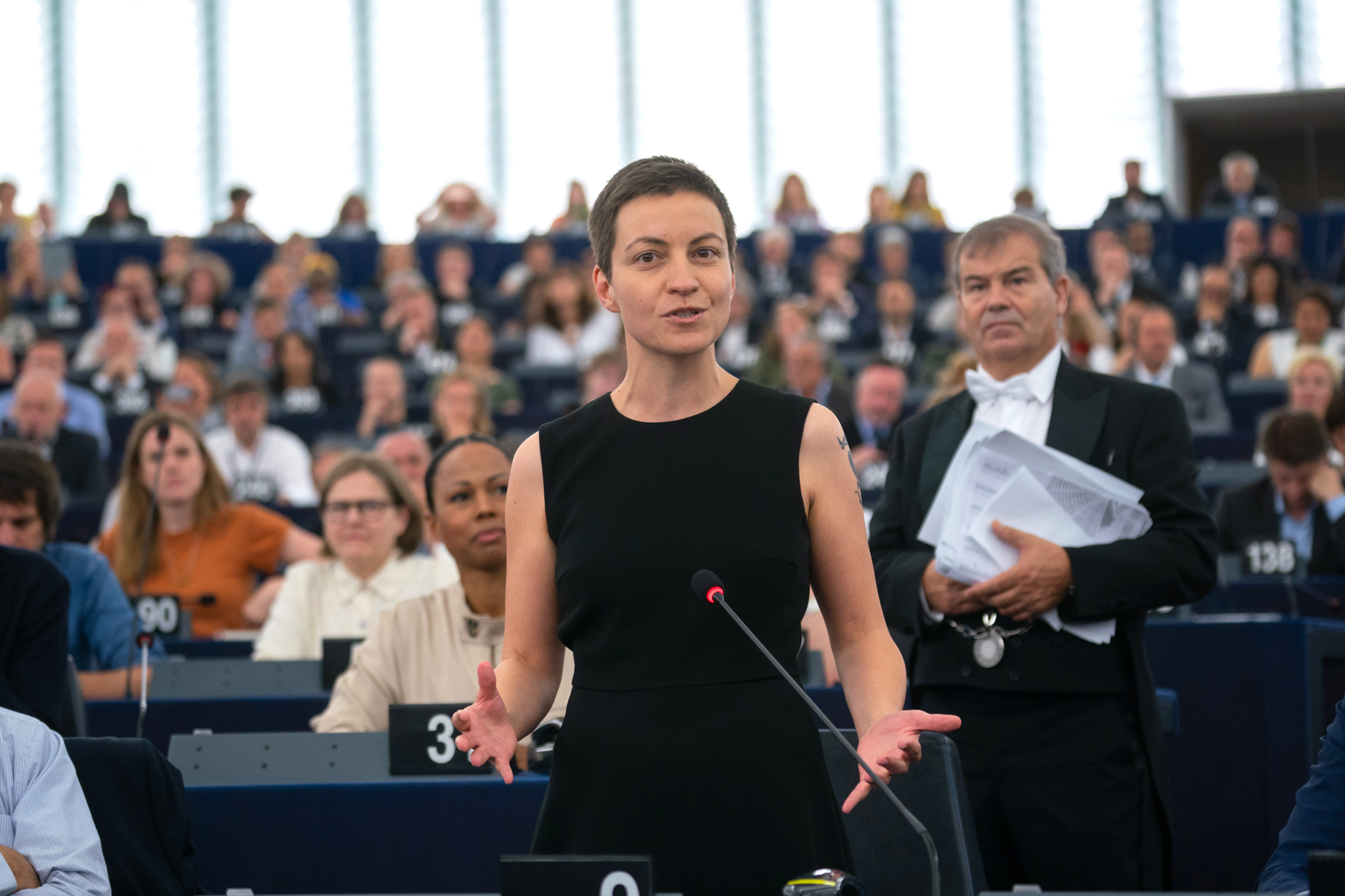
Ska Keller di Alleanza 90/I Verdi, ex co-presidente del gruppo.

## Composizione

### V Legislatura (1999-2004)
Il Gruppo dei Verdi-ALE conta 44 deputati. Vi aderiscono:
|  | Partito                                              | Nome locale                                         | Stato                                | Europartito | MPE |
|  | ---------------------------------------------------- | --------------------------------------------------- | ------------------------------------ | ----------- | --- |
|  | I Verdi                                              | Les Verts                                           | Francia                              | FEPV        | 9   |
|  | Alleanza 90/I Verdi                                  | Bündnis 90/Die Grünen                               | Germania                             | FEPV        | 7   |
|  | Ecolo                                                | Écolo                                               | Belgio Vallonia                      | FEPV        | 3   |
|  | Verdi                                                | Groen!                                              | Belgio Fiandre                       | FEPV        | 2   |
|  | Unione dei Popoli                                    | Volksunie                                           | Belgio Fiandre                       | ALE         | 2   |
|  | Partito Verde di Inghilterra e Galles                | Green Party of England and Wales                    | Regno Unito                          | FEPV        | 2   |
|  | Partito Nazionale Scozzese                           | Scottish National Party                             | Regno Unito Scozia                   | ALE         | 2   |
|  | Partito del Galles                                   | Plaid Cymru                                         | Regno Unito Galles                   | ALE         | 2   |
|  | Sinistra Verde                                       | GroenLinks                                          | Paesi Bassi                          | FEPV        | 4   |
|  | Partito Andalusiano                                  | Partido Andalucista                                 | Spagna Andalusia                     | ALE         | 1   |
|  | Partito Nazionalista Basco                           | Partido Nacionalista Vasco                          | Spagna Paesi Baschi                  | ALE         | 1   |
|  | Solidarietà Basca Sinistra Repubblicana di Catalogna | Eusko Alkartasuna Esquerra Republicana de Catalunya | Spagna Paesi Baschi Spagna Catalogna | ALE         | 1   |
|  | Blocco Nazionalista Galiziano                        | Bloque Nacionalista Galego                          | Spagna Galizia                       | ALE         | 1   |
|  | Federazione dei Verdi                                | Federazione dei Verdi                               | Italia                               | FEPV        | 2   |
|  | I Verdi - L'Alternativa Verde                        | Die Grünen – Die grüne Alternative                  | Austria                              | FEPV        | 2   |
|  | Partito Ambientalista i Verdi                        | Miljöpartiet de Gröna                               | Svezia                               | FEPV        | 2   |
|  | Lega Verde                                           | Vihreä liitto                                       | Finlandia                            | FEPV        | 1   |

### VI Legislatura (2004-2009)
Il Gruppo dei Verdi-ALE conta 42 deputati. Vi aderiscono:
|  | Partito                                  | Nome locale                          | Stato               | Europartito | MPE |
|  | ---------------------------------------- | ------------------------------------ | ------------------- | ----------- | --- |
|  | Alleanza 90/I Verdi                      | Bündnis 90/Die Grünen                | Germania            | PVE         | 13  |
|  | I Verdi                                  | Les Verts                            | Francia             | PVE         | 6   |
|  | Partito Verde di Inghilterra e Galles    | Green Party of England and Wales     | Regno Unito         | PVE         | 2   |
|  | Partito Nazionale Scozzese               | Scottish National Party              | Regno Unito Scozia  | ALE         | 2   |
|  | Partito del Galles                       | Plaid Cymru                          | Regno Unito Galles  | ALE         | 1   |
|  | Sinistra Verde                           | GroenLinks                           | Paesi Bassi         | PVE         | 2   |
|  | Europa Trasparente                       | Europa Transparant                   | Paesi Bassi         | nessuno     | 2   |
|  | Confederazione dei Verdi                 | Confederación de los Verdes          | Spagna              | PVE         | 1   |
|  | Iniziativa per la Catalogna Verdi        | Iniciativa per Catalunya Verds       | Spagna Catalogna    | PVE         | 1   |
|  | Solidarietà Basca                        | Eusko Alkartasuna                    | Spagna Paesi Baschi | ALE         | 1   |
|  | Federazione dei Verdi                    | Federazione dei Verdi                | Italia              | PVE         | 2   |
|  | I Verdi - L'Alternativa Verde            | Die Grünen – Die grüne Alternative   | Austria             | PVE         | 2   |
|  | Ecolo                                    | Écolo                                | Belgio Vallonia     | PVE         | 1   |
|  | Verdi                                    | Groen                                | Belgio Fiandre      | PVE         | 1   |
|  | Partito Ambientalista i Verdi            | Miljöpartiet de Gröna                | Svezia              | PVE         | 1   |
|  | Partito Popolare Socialista              | Socialistisk Folkeparti              | Danimarca           | PVE oss.    | 1   |
|  | Lega Verde                               | Vihreä liitto                        | Finlandia           | PVE         | 1   |
|  | Per i Diritti Umani nella Lettonia Unita | Par cilvēka tiesībām vienotā Latvijā | Lettonia            | ALE         | 1   |
|  | I Verdi                                  | Déi Gréng                            | Lussemburgo         | PVE         | 1   |
|  | indipendente                             | László Tőkés                         | Romania             | nessuno     | 1   |

### VII legislatura (2009-2014)
Il Gruppo dei Verdi-ALE conta 55 deputati. Vi aderiscono:
| Partito                                  | Nome locale                          | Sigla         | Stato       | Europartito | MPE | Precedente |
| ---------------------------------------- | ------------------------------------ | ------------- | ----------- | ----------- | --- | ---------- |
| Europa Ecologia I Verdi                  | Europe Écologie - Les Verts          |               | Francia     | PVE         | 13  |            |
| Partito della Nazione Corsa              | U Partitu di a Nazione Corsa         |               | Francia     | ALE         | 1   |            |
| Nuovo Corso                              | Nouvelle donne                       |               | Francia     | N.D.        | 1   | N.D.       |
| Alleanza 90/I Verdi                      | Bündnis 90/Die Grünen                |               | Germania    | PVE         | 14  |            |
| Partito Verde di Inghilterra e Galles    | Green Party of England and Wales     |               | Regno Unito | PVE         | 2   |            |
| Partito Nazionale Scozzese               | Scottish National Party              |               | Regno Unito | ALE         | 2   |            |
| Partito del Galles                       | Plaid Cymru                          |               | Regno Unito | ALE         | 1   |            |
| Partito Ambientalista i Verdi            | Miljöpartiet de Gröna                |               | Svezia      | PVE         | 2   |            |
| Partito Pirata                           | Piratpartiet                         |               | Svezia      | N.D.        | 2   | N.D.       |
| Ecolo                                    | Ecolo                                |               | Belgio      | PVE         | 2   |            |
| Verdi                                    | Groen                                |               | Belgio      | PVE         | 1   |            |
| Nuova Alleanza Fiamminga                 | Nieuw-Vlaamse Alliantie              |               | Belgio      | ALE         | 1   |            |
| Sinistra Verde                           | GroenLinks                           |               | Paesi Bassi | PVE         | 3   |            |
| Lega Verde                               | Vihreä liitto                        |               | Finlandia   | PVE         | 2   |            |
| I Verdi - L'Alternativa Verde            | Die Grünen – Die grüne Alternative   |               | Austria     | PVE         | 2   |            |
| Iniziativa per la Catalogna Verdi        | Iniciativa per Catalunya Verds       |               | Spagna      | PVE         | 1   |            |
| Aralar                                   | Aralar                               |               | Spagna      | ALE         | 1   |            |
| Partito Popolare Socialista              | Socialistisk Folkeparti              |               | Danimarca   | ASVN        | 1   |            |
| Verdi Ecologisti                         | Oikologoi Prasinoi                   |               | Grecia      | PVE         | 1   |            |
| Per i Diritti Umani nella Lettonia Unita | Par cilvēka tiesībām vienotā Latvijā |               | Lettonia    | ALE         | 1   |            |
| I Verdi                                  | Déi Gréng                            |               | Lussemburgo | PVE         | 1   |            |
| Indipendente                             | Indrek Tarand                        | Indrek Tarand | Estonia     | N.D.        | 2   | N.D.       |
| Indipendente                             | Rui Tavarez                          | Rui Tavarez   | Portogallo  | N.D.        | 2   | N.D.       |

### VIII legislatura (2014-2019)
Il Gruppo dei Verdi-ALE conta 51 deputati. Vi aderiscono:
| Paese       | Partito                                      | Nome locale                            | Sigla    | Europartito                           | MPE |
| ----------- | -------------------------------------------- | -------------------------------------- | -------- | ------------------------------------- | --- |
| Germania    | Alleanza 90/I Verdi                          | Bündnis 90/Die Grünen                  | Grüne    | Partito Verde Europeo                 | 11  |
| Germania    | Partito Ecologico-Democratico                | Ökologisch-Demokratische Partei        | ÖDP      | N.D.                                  | 1   |
| Germania    | Partito Pirata                               | Piratenpartei                          | Piraten  | Partito Pirata Europeo                | 1   |
| Francia     | Europa Ecologia I Verdi                      | Europe Écologie - Les Verts            | Ecolo    | Partito Verde Europeo                 | 6   |
| Svezia      | Partito Ambientalista i Verdi                | Miljöpartiet de Gröna                  | MP       | Partito Verde Europeo                 | 4   |
| Austria     | I Verdi - L'Alternativa Verde                | Die Grünen – Die grüne Alternative     | Grüne    | Partito Verde Europeo                 | 3   |
| Regno Unito | Partito Verde di Inghilterra e Galles        | Green Party of England and Wales       | GPEW     | Partito Verde Europeo                 | 3   |
| Regno Unito | Partito Nazionale Scozzese                   | Scottish National Party                | SNP      | Alleanza Libera Europea               | 2   |
| Regno Unito | Partito del Galles                           | Plaid Cymru                            | Plaid    | Alleanza Libera Europea               | 1   |
| Spagna      | Sinistra Repubblicana di Catalogna           | Esquerra Republicana de Catalunya      | ERC      | Alleanza Libera Europea               | 2   |
| Spagna      | Equo                                         | Equo                                   |          | Partito Verde Europeo                 | 1   |
| Spagna      | Iniziativa per la Catalogna Verdi            | Iniciativa per Catalunya Verds         | ICV      | Partito Verde Europeo                 | 1   |
| Paesi Bassi | Sinistra Verde                               | GroenLinks                             | GL       | Partito Verde Europeo                 | 2   |
| Belgio      | Ecolo                                        | Ecolo                                  |          | Partito Verde Europeo                 | 1   |
| Belgio      | Verdi                                        | Groen                                  |          | Partito Verde Europeo                 | 1   |
| Ungheria    | La Politica può essere Diversa               | Lehet Más a Politika                   | LMP      | Partito Verde Europeo                 | 1   |
| Ungheria    | Dialogo per l'Ungheria                       | Párbeszéd Magyarországért              | PM       | N.D.                                  | 1   |
| Lussemburgo | I Verdi                                      | Déi Gréng                              |          | Partito Verde Europeo                 | 1   |
| Lituania    | Unione dei Contadini e dei Verdi di Lituania | Lietuvos Valstiečių ir Žaliųjų sąjunga | LVŽS     | N.D.                                  | 1   |
| Croazia     | Sviluppo Sostenibile della Croazia           | Održivi razvoj Hrvatske                | ORaH     | Partito Verde Europeo                 | (1) |
| Lettonia    | Unione Russa di Lettonia                     | Latvijas Krievu savienība              | LKS      | Alleanza Libera Europea               | 1   |
| Danimarca   | Partito Popolare Socialista                  | Socialistisk Folkeparti                | SF       | Alleanza della Sinistra Verde Nordica | 1   |
| Slovenia    | Verjamem! Lista dr. Igorja Šoltesa           | Verjamen! Lista dr. Igorja Šoltesa     | Verjamem | N.D.                                  | 1   |
| Finlandia   | Lega Verde                                   | Vihreä liitto                          | Vihreät  | Partito Verde Europeo                 | 1   |
| Estonia     | Indipendente                                 |                                        |          | N.D.                                  | 1   |
| Italia      | Indipendente                                 |                                        |          | N.D.                                  | 1   |
| Croazia     | Indipendente                                 |                                        |          | N.D.                                  | 1   |

### IX legislatura (2019-2024)
All'inizio della legislatura, il gruppo Gruppo dei Verdi-ALE contava 75 deputati. Vi aderiscono:
| Paese       | Partito                                      | Nome locale                            | Sigla   | Europartito             | MPE |
| ----------- | -------------------------------------------- | -------------------------------------- | ------- | ----------------------- | --- |
| Austria     | I Verdi                                      | Die Grünen                             | Grüne   | Partito Verde Europeo   | 3   |
| Belgio      | Ecolo                                        | Ecolo                                  |         | Partito Verde Europeo   | 2   |
| Belgio      | Verdi                                        | Groen                                  |         | Partito Verde Europeo   | 1   |
| Danimarca   | Partito Popolare Socialista                  | Socialistisk Folkeparti                | SF      | Partito Verde Europeo   | 2   |
| Finlandia   | Lega Verde                                   | Vihreä liitto                          | Vihreät | Partito Verde Europeo   | 3   |
| Francia     | Europa Ecologia I Verdi                      | Europe Écologie - Les Verts            | Ecolo   | Partito Verde Europeo   | 9   |
| Francia     | Partito della Nazione Corsa                  | Partitu di a Nazione Corsa             | PNC     | Alleanza Libera Europea | 1   |
| Francia     | Unione Democratica Bretone                   | Union démocratique bretonne            | UDB     | Alleanza Libera Europea | 1   |
| Francia     | indipendente                                 | indipendente                           | -       | -                       | 1   |
| Germania    | Alleanza 90/I Verdi                          | Bündnis 90/Die Grünen                  | Grüne   | Partito Verde Europeo   | 21  |
| Germania    | Partito Ecologico-Democratico                | Ökologisch-Demokratische Partei        | ÖDP     | -                       | 1   |
| Germania    | Partito Pirata                               | Piratenpartei                          | Piraten | Partito Pirata Europeo  | 1   |
| Germania    | Volt Germania                                | Volt Deutschland                       | -       | Volt Europa             | 1   |
| Germania    | indipendente                                 | -                                      | -       | -                       | 1   |
| Irlanda     | Partito Verde                                | The Green Party - An Comhaontas Glas   | GP      | Partito Verde Europeo   | 2   |
| Italia      | indipendenti                                 | -                                      | -       | -                       | 2   |
| Italia      | indipendenti                                 | -                                      | -       | Alleanza Libera Europea | 1   |
| Lituania    | Unione dei Contadini e dei Verdi di Lituania | Lietuvos Valstiečių ir Žaliųjų sąjunga | LVŽS    | -                       | 1   |
| Lituania    | indipendente                                 | indipendente                           | -       | -                       | 1   |
| Lussemburgo | I Verdi                                      | Déi Gréng                              |         | Partito Verde Europeo   | 1   |
| Paesi Bassi | Sinistra Verde                               | GroenLinks                             | GL      | Partito Verde Europeo   | 3   |
| Polonia     | indipendente                                 | -                                      | -       |                         | 1   |
| Portogallo  | indipendente                                 | -                                      | -       |                         | 1   |
| Romania     | indipendente                                 | -                                      | -       | Partito Verde Europeo   | 1   |
| Rep. Ceca   | Partito Pirata Ceco                          | Česká pirátská strana                  | Piráti  | Partito Pirata Europeo  | 3   |
| Spagna      | Sinistra Repubblicana di Catalogna           | Esquerra Republicana de Catalunya      | ERC     | Alleanza Libera Europea | 2   |
| Spagna      | Blocco Nazionalista Galiziano                | Bloque Nacionalista Galego             | BNG     | Alleanza Libera Europea | 1   |
| Svezia      | Partito Ambientalista i Verdi                | Miljöpartiet de Gröna                  | MP      | Partito Verde Europeo   | 3   |

- L'eurodeputato italiano Piernicola Pedicini è membro a titolo individuale dell'ALE.

#### Ex membri eletti nel Regno Unito
Mandato conclusosi il 31 gennaio 2020.
| Paese       | Partito                               | Nome locale                      | Sigla | Europartito             | MPE |
| ----------- | ------------------------------------- | -------------------------------- | ----- | ----------------------- | --- |
| Regno Unito | Partito Verde di Inghilterra e Galles | Green Party of England and Wales | GPEW  | Partito Verde Europeo   | 7   |
| Regno Unito | Partito Nazionale Scozzese            | Scottish National Party          | SNP   | Alleanza Libera Europea | 3   |
| Regno Unito | Partito del Galles                    | Plaid Cymru                      | Plaid | Alleanza Libera Europea | 1   |

### X legislatura (2024-)
All'inizio della legislatura, il gruppo Gruppo dei Verdi-ALE contava 53 deputati. Vi aderiscono:
| Paese       | Partito                                  | Nome locale                         | Sigla   | Europartito             | MPE |
| ----------- | ---------------------------------------- | ----------------------------------- | ------- | ----------------------- | --- |
| Austria     | I Verdi                                  | Die Grünen                          | Grüne   | Partito Verde Europeo   | 2   |
| Belgio      | Ecolo                                    | Ecolo                               |         | Partito Verde Europeo   | 1   |
| Belgio      | Verdi                                    | Groen                               |         | Partito Verde Europeo   | 1   |
| Croazia     | Možemo!                                  | Možemo! - politička platforma       | M!      | Partito Verde Europeo   | 1   |
| Danimarca   | Partito Popolare Socialista              | Socialistisk Folkeparti             | SF      | Partito Verde Europeo   | 3   |
| Finlandia   | Lega Verde                               | Vihreä liitto                       | Vihreät | Partito Verde Europeo   | 2   |
| Francia     | Europa Ecologia I Verdi                  | Europe Écologie - Les Verts         | Ecolo   | Partito Verde Europeo   | 5   |
| Germania    | Alleanza 90/I Verdi                      | Bündnis 90/Die Grünen               | Grüne   | Partito Verde Europeo   | 12  |
| Germania    | Volt Germania                            | Volt Deutschland                    | -       | Volt Europa             | 3   |
| Italia      | Europa Verde                             | Europa Verde                        | EV      | Partito Verde Europeo   | 4   |
| Lettonia    | Progressisti                             | Progresīvie                         | PRO     | Partito Verde Europeo   | 1   |
| Lituania    | Unione dei Democratici "Per la Lituania" | Demokratų sąjunga „Vardan Lietuvos“ | DSVL    | Partito Verde Europeo   | 1   |
| Lussemburgo | I Verdi                                  | Déi Gréng                           |         | Partito Verde Europeo   | 1   |
| Paesi Bassi | Sinistra Verde                           | GroenLinks                          | GL      | Partito Verde Europeo   | 4   |
| Paesi Bassi | Volt Paesi Bassi                         | Volt Nederland                      | VOLT    | Volt Europa             | 2   |
| Romania     | indipendente                             | -                                   | -       | Partito Verde Europeo   | 1   |
| Slovenia    | Primavera - Partito Verde                | VESNA – zelena stranka              | VESNA   | Partito Verde Europeo   | 1   |
| Rep. Ceca   | Partito Pirata Ceco                      | Česká pirátská strana               | Piráti  | Partito Pirata Europeo  | 1   |
| Spagna      | Sinistra Repubblicana di Catalogna       | Esquerra Republicana de Catalunya   | ERC     | Alleanza Libera Europea | 1   |
| Spagna      | Blocco Nazionalista Galiziano            | Bloque Nacionalista Galego          | BNG     | Alleanza Libera Europea | 1   |
| Spagna      | Catalunya en Comú                        | Catalunya en Comú                   | CatComú | Partito Verde Europeo   | 1   |
| Spagna      | Més–Compromís                            | Més–Compromís                       | Més     | Alleanza Libera Europea | 1   |
| Svezia      | Partito Ambientalista i Verdi            | Miljöpartiet de Gröna               | MP      | Partito Verde Europeo   | 3   |

## Presidenza

### Presidenti
Il gruppo Verdi/ALE è solitamente copresieduto da 2 presidenti, almeno uno dei quali deve essere una donna.
| Copresidente       | Copresidente  | Inizio mandato | Fine mandato   | Paese (Circoscrizione) | Partito             | Copresidente    | Copresidente     | Inizio mandato    | Fine Mandato        | Paese (Circoscrizione) | Partito               |
| ------------------ | ------------- | -------------- | -------------- | ---------------------- | ------------------- | --------------- | ---------------- | ----------------- | ------------------- | ---------------------- | --------------------- |
| Paul Lannoye       |               | 20 luglio 1999 | 19 luglio 2004 | Belgio (Francofona)    | Ecolo               | Heidi Hautala   |                  | 20 luglio 1999    | 19 luglio 2004      | Finlandia (bandiera)   | Lega Verde            |
| Daniel Cohn-Bendit |               | 20 luglio 2004 | 30 giugno 2014 | Germania (bandiera)    | Alleanza 90/I Verdi | Monica Frassoni |                  | 20 luglio 2004    | 13 luglio 2009      | (Nord-occidentale)     | Federazione dei Verdi |
| Daniel Cohn-Bendit | Rebecca Harms | 20 luglio 2004 | 30 giugno 2014 | Germania (bandiera)    | Alleanza 90/I Verdi |                 | 14 luglio 2009   | 13 dicembre 2016  | Germania (bandiera) | Alleanza 90/I Verdi    |                       |
| Philippe Lamberts  | Rebecca Harms |                | 1º luglio 2014 | 19 giugno 2024         | (Francofona)        | Ecolo           | 14 luglio 2009   | 13 dicembre 2016  | Germania (bandiera) | Alleanza 90/I Verdi    |                       |
| Philippe Lamberts  | Ska Keller    |                | 1º luglio 2014 | 19 giugno 2024         | (Francofona)        | Ecolo           | 14 dicembre 2016 | 13 settembre 2022 | Germania (bandiera) | Alleanza 90/I Verdi    |                       |
| Philippe Lamberts  | Terry Reintke |                | 1º luglio 2014 | 19 giugno 2024         | (Francofona)        | Ecolo           | 13 ottobre 2022  | in carica         | Germania (bandiera) | Alleanza 90/I Verdi    |                       |
| Bas Eickhout       | Terry Reintke |                | 19 giugno 2024 | in carica              | Paesi Bassi         | Sinistra Verde  | 13 ottobre 2022  | in carica         | Germania (bandiera) | Alleanza 90/I Verdi    |                       |

### Ufficio di presidenza
Ufficio di presidenza del Gruppo durante la X Legislatura del Parlamento Europeo. 
| Posizione                             | Nome                    | Partito Nazionale                  | Partito Europeo | Partito Europeo |
| ------------------------------------- | ----------------------- | ---------------------------------- | --------------- | --------------- |
| Co-presidente                         | Bas Eickhout            | Sinistra Verde                     |                 | PVE             |
| Co-presidente                         | Terry Reintke           | Alleanza 90/I Verdi                |                 | PVE             |
| Tesoriere e Vicepresidente            | Kira Marie Peter-Hansen | Partito Popolare Socialista        |                 | PVE             |
| Vicepresidente                        | Alice Bah Kuhnke        | Partito dei Verdi                  |                 | PVE             |
| Vicepresidente                        | Maria Toussaint         | Gli Ecologisti                     |                 | PVE             |
| Vicepresidente                        | Virginijus Sinkevičius  | Unione dei Democratici             |                 | PVE             |
| Vicepresidente                        | Ignazio Marino          | Europa Verde                       |                 | PVE             |
| Vicepresidente                        | Sergej Lagodinskij      | Alleanza 90/I Verdi                |                 | PVE             |
| Presidente della delegazione dell'ALE | Diana Riba              | Sinistra Repubblicana di Catalogna |                 | ALE             |